# ميلدريد سافج
ميلدريد سافج (بالإنجليزية: Mildred Savage)‏ (26 يونيو 1919، نيو لندن في الولايات المتحدة - 7 أكتوبر 2011، نورويتش في الولايات المتحدة)؛ كاتِبة وروائية أمريكية.

## روابط خارجية
- ميلدريد سافج على موقع IMDb (الإنجليزية)
- ميلدريد سافج على موقع قاعدة بيانات الفيلم (الإنجليزية)